# Monobolodes pseudosimulans
Monobolodes pseudosimulans är en fjärilsart som beskrevs av Holloway 1998. Monobolodes pseudosimulans ingår i släktet Monobolodes och familjen Uraniidae. Inga underarter finns listade i Catalogue of Life.